# 三重県小学校一覧
三重県小学校一覧（みえけんしょうがっこういちらん）は、三重県の小学校の一覧。

## 国立小学校
- 三重大学教育学部附属小学校

## 公立小学校および義務教育学校

### 津市
- 津市立みさとの丘学園
- 津市立養正小学校
- 津市立修成小学校
- 津市立南立誠小学校
- 津市立北立誠小学校
- 津市立敬和小学校
- 津市立育生小学校
- 津市立新町小学校
- 津市立藤水小学校
- 津市立高茶屋小学校
- 津市立神戸小学校
- 津市立安東小学校
- 津市立櫛形小学校
- 津市立雲出小学校
- 津市立一身田小学校
- 津市立白塚小学校
- 津市立栗真小学校
  - 津市立栗真小学校国児分校
- 津市立大里小学校
- 津市立片田小学校
- 津市立高野尾小学校
- 津市立西が丘小学校
- 津市立豊が丘小学校
- 津市立南が丘小学校
- 津市立誠之小学校
- 津市立成美小学校
- 津市立桃園小学校
- 津市立戸木小学校
- 津市立栗葉小学校
- 津市立榊原小学校
- 津市立立成小学校
- 津市立上野小学校
- 津市立黒田小学校
- 津市立千里ヶ丘小学校
- 津市立豊津小学校
- 津市立椋本小学校
- 津市立明小学校
- 津市立安西小学校
- 津市立雲林院小学校
- 津市立草生小学校
- 津市立村主小学校
- 津市立安濃小学校
- 津市立明合小学校
- 津市立香良洲小学校
- 津市立一志西小学校
- 津市立一志東小学校
- 津市立家城小学校
- 津市立川口小学校
- 津市立大三小学校
- 津市立倭小学校
- 津市立八ッ山小学校
- 津市立美杉小学校

### 四日市市
- 四日市市立内部小学校
- 四日市市立県小学校
- 四日市市立内部東小学校
- 四日市市立大谷台小学校
- 四日市市立大矢知興譲小学校
- 四日市市立小山田小学校
- 四日市市立海蔵小学校
- 四日市市立川島小学校
- 四日市市立河原田小学校
- 四日市市立神前小学校
- 四日市市立桜小学校
- 四日市市立桜台小学校
- 四日市市立笹川小学校
- 四日市市立塩浜小学校
- 四日市市立下野小学校
- 四日市市立水沢小学校
- 四日市市立高花平小学校
- 四日市市立中央小学校
- 四日市市立中部西小学校
- 四日市市立常磐小学校
- 四日市市立常磐西小学校
- 四日市市立泊山小学校
- 四日市市立富洲原小学校
- 四日市市立富田小学校
- 四日市市立西橋北小学校
- 四日市市立羽津北小学校
- 四日市市立羽津小学校
- 四日市市立浜田小学校
- 四日市市立東橋北小学校
- 四日市市立日永小学校
- 四日市市立保々小学校
- 四日市市立三重北小学校
- 四日市市立三重小学校
- 四日市市立三重西小学校
- 四日市市立三浜小学校
- 四日市市立八郷小学校
- 四日市市立八郷西小学校
- 四日市市立四郷小学校
- 四日市市立楠小学校

### 伊勢市
- 伊勢市立大湊小学校
- 伊勢市立上野小学校
- 伊勢市立神社小学校
- 伊勢市立北浜小学校
- 伊勢市立城田小学校
- 伊勢市立厚生小学校
- 伊勢市立四郷小学校
- 伊勢市立修道小学校
- 伊勢市立進修小学校
- 伊勢市立早修小学校
- 伊勢市立佐八小学校
- 伊勢市立豊浜西小学校
- 伊勢市立豊浜東小学校
- 伊勢市立中島小学校
- 伊勢市立浜郷小学校
- 伊勢市立東大淀小学校
- 伊勢市立宮山小学校
- 伊勢市立明倫小学校
- 伊勢市立有緝小学校
- 伊勢市立二見浦小学校
- 伊勢市立明野小学校
- 伊勢市立小俣小学校
- 伊勢市立御薗小学校

### 松阪市
- 松阪市立朝見小学校
- 松阪市立阿坂小学校
- 松阪市立射和小学校
- 松阪市立伊勢寺小学校
- 松阪市立大河内小学校
- 松阪市立漕代小学校
- 松阪市立幸小学校
- 松阪市立第一小学校
- 松阪市立第二小学校
- 松阪市立第三小学校
- 松阪市立第四小学校
- 松阪市立第五小学校
- 松阪市立揥水小学校
- 松阪市立徳和小学校
- 松阪市立西黒部小学校
- 松阪市立機殿小学校
- 松阪市立花岡小学校
- 松阪市立東黒部小学校
- 松阪市立松江小学校
- 松阪市立松ヶ崎小学校
- 松阪市立港小学校
- 松阪市立南小学校
- 松阪市立山室山小学校
- 松阪市立中川小学校
- 松阪市立豊田小学校
- 松阪市立中原小学校
- 松阪市立豊地小学校
- 松阪市立鵲小学校
- 松阪市立小野江小学校
- 松阪市立天白小学校
- 松阪市立米ノ庄小学校
- 松阪市立柿野小学校
- 松阪市立粥見小学校
- 松阪市立仁柿小学校
- 松阪市立有間野小学校
- 松阪市立宮前小学校
- 松阪市立松尾小学校
- 松阪市立香肌小学校

### 桑名市
- 桑名市立在良小学校
- 桑名市立益世小学校
- 桑名市立大山田北小学校
- 桑名市立大山田西小学校
- 桑名市立大山田東小学校
- 桑名市立大山田南小学校
- 桑名市立久米小学校
- 桑名市立桑部小学校
- 桑名市立修徳小学校
- 桑名市立城東小学校
- 桑名市立城南小学校
- 桑名市立精義小学校
- 桑名市立大成小学校
- 桑名市立大和小学校
- 桑名市立七和小学校
- 桑名市立日進小学校
- 桑名市立深谷小学校
- 桑名市立藤が丘小学校
- 桑名市立星見ヶ丘小学校
- 桑名市立伊曽島小学校
  - 桑名市立伊曽島小学校悠分校
- 桑名市立立教小学校
- 桑名市立長島中部小学校
- 桑名市立長島北部小学校
- 桑名市立多度北小学校
- 桑名市立多度中小学校
- 桑名市立多度青葉小学校
- 桑名市立多度東小学校

### 鈴鹿市
- 鈴鹿市立合川小学校
- 鈴鹿市立旭が丘小学校
- 鈴鹿市立愛宕小学校
- 鈴鹿市立天名小学校
- 鈴鹿市立飯野小学校
- 鈴鹿市立石薬師小学校
- 鈴鹿市立井田川小学校
- 鈴鹿市立一ノ宮小学校
- 鈴鹿市立稲生小学校
- 鈴鹿市立加佐登小学校
- 鈴鹿市立河曲小学校
- 鈴鹿市立神戸小学校
- 鈴鹿市立国府小学校
- 鈴鹿市立郡山小学校
- 鈴鹿市立栄小学校
- 鈴鹿市立桜島小学校
- 鈴鹿市立庄内小学校
- 鈴鹿市立庄野小学校
- 鈴鹿市立白子小学校
- 鈴鹿市立清和小学校
- 鈴鹿市立玉垣小学校
- 鈴鹿市立鼓ヶ浦小学校
- 鈴鹿市立椿小学校
- 鈴鹿市立長太小学校
- 鈴鹿市立深伊沢小学校
- 鈴鹿市立牧田小学校
- 鈴鹿市立箕田小学校
- 鈴鹿市立明生小学校
- 鈴鹿市立鈴西小学校
- 鈴鹿市立若松小学校

### 名張市
- 名張市立梅が丘小学校
- 名張市立桔梗が丘小学校
- 名張市立桔梗が丘東小学校
- 名張市立桔梗が丘南小学校
- 名張市立国津小学校（小規模特認校）
- 名張市立蔵持小学校
- 名張市立薦原小学校
- 名張市立すずらん台小学校
- 名張市立滝之原小学校
- 名張市立つつじが丘小学校
- 名張市立名張小学校
- 名張市立錦生赤目小学校
- 名張市立比奈知小学校
- 名張市立箕曲小学校
- 名張市立美旗小学校
- 名張市立百合が丘小学校

### 尾鷲市
- 尾鷲市立尾鷲小学校
- 尾鷲市立宮之上小学校
- 尾鷲市立矢浜小学校
- 尾鷲市立向井小学校
- 尾鷲市立三木小学校
- 尾鷲市立三木里小学校
- 尾鷲市立賀田小学校

### 亀山市
- 亀山市立井田川小学校
- 亀山市立亀山西小学校
- 亀山市立亀山東小学校
- 亀山市立亀山南小学校
- 亀山市立川崎小学校
- 亀山市立神辺小学校
- 亀山市立白川小学校
- 亀山市立野登小学校
- 亀山市立昼生小学校
- 亀山市立加太小学校
- 亀山市立関小学校

### 鳥羽市
- 鳥羽市立鳥羽小学校
- 鳥羽市立安楽島小学校
- 鳥羽市立鏡浦小学校
- 鳥羽市立加茂小学校
- 鳥羽市立弘道小学校
- 鳥羽市立菅島小学校
- 鳥羽市立答志小学校
- 鳥羽市立神島小学校

### 熊野市
- 熊野市立飛鳥小学校
- 熊野市立新鹿小学校
- 熊野市立有馬小学校
- 熊野市立五郷小学校
- 熊野市立井戸小学校
- 熊野市立入鹿小学校
- 熊野市立金山小学校
- 熊野市立木本小学校
- 熊野市立神上小学校
- 熊野市立遊木小学校

### いなべ市
- いなべ市立員弁西小学校
- いなべ市立員弁東小学校
- いなべ市立石榑小学校
- いなべ市立笠間小学校
- いなべ市立丹生川小学校
- いなべ市立三里小学校
- いなべ市立阿下喜小学校
- いなべ市立十社小学校
- いなべ市立山郷小学校
- いなべ市立治田小学校
- いなべ市立藤原小学校

### 志摩市
- 志摩市立鵜方小学校
- 志摩市立神明小学校
- 志摩市立東海小学校
- 志摩市立大王小学校
- 志摩市立志摩小学校
- 志摩市立磯部小学校
- 志摩市立浜島小学校

### 伊賀市
- 伊賀市立上野東小学校
- 伊賀市立上野西小学校
- 伊賀市立久米小学校
- 伊賀市立成和西小学校
- 伊賀市立上野北小学校
- 伊賀市立新居小学校
- 伊賀市立三訪小学校
- 伊賀市立府中小学校
- 伊賀市立中瀬小学校
- 伊賀市立上野南小学校
- 伊賀市立青山小学校
- 伊賀市立柘植小学校
- 伊賀市立西柘植小学校
- 伊賀市立壬生野小学校
- 伊賀市立島ヶ原小学校
- 伊賀市立阿山小学校
- 伊賀市立大山田小学校

### 桑名郡
- 木曽岬町立木曽岬小学校

### 員弁郡
- 東員町立三和小学校
- 東員町立稲部小学校
- 東員町立神田小学校
- 東員町立笹尾西小学校
- 東員町立笹尾東小学校
- 東員町立城山小学校

### 三重郡
- 菰野町立朝上小学校
- 菰野町立鵜川原小学校
- 菰野町立菰野小学校
- 菰野町立竹永小学校
- 菰野町立千種小学校
- 朝日町立朝日小学校
- 川越町立川越北小学校
- 川越町立川越南小学校

### 多気郡
- 多気町立相可小学校
- 多気町立佐奈小学校
- 多気町立津田小学校
- 多気町立外城田小学校
- 多気町立勢和小学校
- 明和町立斎宮小学校
- 明和町立修正小学校
- 明和町立明星小学校
- 明和町立大淀小学校
- 明和町立上御糸小学校
- 明和町立下御糸小学校
- 大台町立川添小学校
- 大台町立日進小学校
- 大台町立三瀬谷小学校
- 大台町立宮川小学校

### 度会郡
- 玉城町立有田小学校
- 玉城町立下外城田小学校
- 玉城町立田丸小学校
- 玉城町立外城田小学校
- 度会町立度会小学校
- 大紀町立七保小学校
- 大紀町立大宮小学校
- 大紀町立大紀小学校
- 大紀町立錦小学校
- 南伊勢町立南勢小学校
- 南伊勢町立南島西小学校
- 南伊勢町立南島東小学校

### 北牟婁郡
- 紀北町立赤羽小学校
- 紀北町立海野小学校
- 紀北町立西小学校
- 紀北町立東小学校
- 紀北町立三浦小学校
- 紀北町立相賀小学校
- 紀北町立上里小学校
- 紀北町立船津小学校

### 南牟婁郡
- 御浜町立阿田和小学校
- 御浜町立神志山小学校
- 御浜町立御浜小学校
- 御浜町立尾呂志学園小学校
- 紀宝町立井田小学校
- 紀宝町立相野谷小学校
- 紀宝町立鵜殿小学校
- 紀宝町立神内小学校
- 紀宝町立成川小学校

## 私立小学校
- 暁小学校
- 津田学園小学校